# 仲井征利
仲井 征利（なかい まさとし、1964年2月4日生まれ - ）は、日本の俳優。大阪府出身で、現在は富山県在住。41PROMOTION所属。

## エピソード
「東京宝映劇団」「リールプロモーション」を経て、芸能プロダクション「41PROMOTION」所属タレントとして活動中。
本人が作成、管理している「毒の館グレート」というサイトがあり、そのサイトに設置されているBBS等で本人と気軽にコミュニケーションが取れるようになっている。
俳優活動はもとより、ラジオやネットテレビにも出演。活動の幅を広げている。
2022年6月、YouTubeを開始「富山のまーたんちゃんねる」(@ikejiji-ma-tan) 2024年7月現在の登録者数は1750人

## 代表作品
- 帰ってきたウルトラマン
- おしん
- あばれはっちゃく

## レギュラー出演(2010年)
2007年よりレギュラー出演中の番組
- 「ラジオたかおか」「エフエムいみず」にて放送中のラジオ番組「響きあう心」

## 過去出演
- 湘南爆走族
- あずみ2

## 趣味
- おもちゃ集め
- ブログ
- 映画鑑賞
- 貧乏